# Alexander Wladimirowitsch Woronel
Alexander Wladimirowitsch Woronel (russisch Александр Владимирович Воронель; * 30. September 1931 in Leningrad; † 16. Dezember 2024) war ein russisch-israelischer Physiker, Hochschullehrer und Publizist.

## Leben
Während des Deutsch-Sowjetischen Krieges war Woronel evakuiert. Als Vierzehnjähriger wurde er 1946 in Tscheljabinsk verhaftet wegen des Verfassens und Verbreitens von Flugblättern. Er wurde zu einem halben Jahr in einer Jugendkolonie verurteilt, aus der er vorzeitig auf Bewährung entlassen wurde.
1954 schloss Woronel sein Physik-Studium an der Universität Charkow mit Auszeichnung ab. Darauf arbeitete er wissenschaftlich im Allrussischen Forschungsinstitut für Physikalisch-Technische und Strahlentechnische Messungen in Mendelejewo bei Moskau. Sein Arbeitsschwerpunkt war die Thermodynamik der Phasenübergänge. Seine Arbeiten wurden international bemerkt. Zusammen mit seinen Kollegen zeigte er experimentell, dass die spezifische Wärme flüssigen Argons, Sauerstoffs und Stickstoffs eine starke Divergenz am kritischen Punkt zeigt, was durch die Molekularfeldtheorie nicht erklärt werden konnte.
Nach der Verhaftung von Sinjawski und Daniel 1965 beteiligte sich Woronel an der Bewegung zu ihrer Verteidigung. In den 1970er Jahren wurde er in das Programm zur Heimführung der Juden aus der UdSSR nach Israel aufgenommen. 1972 wurde sein Ausreiseantrag abgelehnt, worauf er seine Arbeit verlor und sozial isoliert war. Er gründete und redigierte 1972–1974 die Samisdat-Zeitschrift Juden in der UdSSR. 1975 gelang ihm die Ausreise nach Israel. Er war Professor für Physik an der Universität Tel Aviv. Ab 1990 war er Chefredakteur der populären vierteljährlichen russischsprachigen Literatur-Zeitschrift 22 in Tel Aviv.
Woronel war verheiratet mit der Dramaturgin Nina Abramowna Woronel geb. Roginkina, Redakteurin der Zeitschrift 22, und hatte einen Sohn Wladimir.